# الحزب الشيوعي السنغالي
كان الحزب الشيوعي السنغالي (باللغة الفرنسية: Parti communiste sénégalais) حزب سياسي في السنغال. الحزب تأسس في عام 1965 لاندينغ سافاني. كان سافاني أحد قاده الحركة الطلابية في ذلك الوقت.
الحزب بدعم من الصين. قبل تأسيس هذا الحزب سافاني كان ينتمي الي حزب أفريقي الاستقلال (PAI).
بعد رحيل يوسف وزملاءه في منظمة حزب أفريقي الاستقلال في داكار حل.
الحزب لم يدم طويلا، لكن سافاني واصل نشاطه السياسي في منظمات اخرى.

## الإشارة
- Zuccarelli, François. La vie politique sénégalaise (1940-1988). Paris: CHEAM, 1988